# 1921 w literaturze
Wydarzenia literackie w 1921 roku.

## Wydarzenia
- polskie
  - ukazał się pierwszy numer czasopisma Nowa Sztuka
  - opublikowano drugą jednodniówkę polskich futurystów "Nuż w bżuhu"

## Nowe książki
- polskie
  - Włodzimierz Perzyński – Kłopoty ministrów
  - Mieczysław Smolarski – Warneńczyk

- zagraniczne
  - Sigrid Undset – Krystyna, córka Lavransa
  - Jaroslav Hašek – Przygody dobrego wojaka Szwejka (I tom)

## Nowe dramaty
- polskie
  - Stanisław Ignacy Witkiewicz – W małym dworku
- zagraniczne
  - Karel Čapek – R.U.R. (Rossum's Universal Robots)
  - Luigi Pirandello – Sześć postaci scenicznych w poszukiwaniu autora (Sei Personaggi in Cerca d'Autore)

## Nowe poezje
- polskie
  - Bruno Jasieński – But w butonierce
  - Stanisław Młodożeniec – Kreski i futureski
  - Kazimierz Wierzyński – Wróble na dachu
- zagraniczne
  - Marina Cwietajewa – Wiorsty (Вёрсты)
  - Federico García Lorca – Księga wierszy (Libro de poemas)
  - Nikołaj Gumilow – Namiot (Шатёр)
  - Siergiej Jesienin – Spowiedź chuligana (Исповедь хулигана)
  - Geo Milew – Kalendarzyk ekspresjonistyczny (Експресионистично календарче за 1921)
  - William Carlos Williams – Kwaśne winogrona (Sour Grapes)
  - William Butler Yeats – Michael Robartes i tancerka(inne języki) (Michael Robartes and the Dancer)

## Nowe prace naukowe
- zagraniczne
  - Carl Gustav Jung – Typy psychologiczne(inne języki) (Psychologische Typen)
  - Edward Sapir – Language: An introduction to the study of speech
  - Ludwig Wittgenstein – Traktat logiczno-filozoficzny (Logisch-Philosophische Abhandlung)

## Urodzili się
- 4 stycznia
  - Zofia Kierszys, polska tłumaczka (zm. 2000)
  - Oldřich Vyhlídal, czeski poeta i tłumacz (zm. 1989)
  - Witold Zalewski, polski pisarz i reportażysta (zm. 2009)
- 5 stycznia – Friedrich Dürrenmatt, szwajcarski dramaturg, prozaik i eseista (zm. 1990)
- 7 stycznia – Kazimierz Bartoszyński, polski teoretyk literatury (zm. 2015)
- 8 stycznia – Leonardo Sciascia, włoski pisarz (zm. 1989)
- 13 stycznia – Jerzy Pomianowski, polski prozaik, eseista, krytyk i tłumacz (zm. 2016)
- 14 stycznia – Kenneth Bulmer, angielski pisarz fantastyki (zm. 2005)
- 15 stycznia
  - Raymond Souster, kanadyjski poeta (zm. 2012)
  - Symcha Symchowicz, polsko-kanadyjski pisarz i poeta pochodzenia żydowskiego (zm. 2017)
- 16 stycznia – Janina Klawe, polska tłumaczka, historyk literatury (zm. 2008)
- 17 stycznia – Wacław Biliński, polski prozaik (zm. 1999)
- 19 stycznia
  - Patricia Highsmith, amerykańska pisarka (zm. 1995)
  - Miklós Mészöly, węgierski pisarz i eseista (zm. 2001)
- 20 stycznia
  - Bernt Engelmann, niemiecki pisarz (zm. 1994)
  - Jacques Ferron, kanadyjski pisarz i lekarz (zm. 1985)
- 22 stycznia – Krzysztof Kamil Baczyński, polski poeta (zm. 1944)
- 30 stycznia – Iwan Szamiakin, białoruski pisarz (zm. 2004)
- 17 lutego – Irena Szymańska, polska pisarka i tłumaczka (zm. 1999)
- 22 lutego – Wayne Booth, amerykański literaturoznawca (zm. 2005)
- 1 marca – Richard Wilbur, amerykański poeta (zm. 2017)
- 3 marca – Paul Guimard, francuski pisarz (zm. 2004)
- 6 marca – Jan Winczakiewicz, polski poeta, prozaik i krytyk literacki (zm. 2012)
- 7 marca – Helena Wolska, polska poetka ludowa (zm. 2007)
- 8 marca – József Romhányi, węgierski pisarz, poeta i tłumacz (zm. 1983)
- 21 marca – Anna Tatarkiewicz, polska tłumaczka literatury francuskojęzycznej (zm. 2019)
- 22 marca – Ilse Kleberger(inne języki), niemiecka pisarka i lekarka (zm. 2012)
- 24 marca – Wilson Harris, gujański poeta, pisarz i eseista (zm. 2018)
- 12 kwietnia – Carol Emshwiller(inne języki), amerykańska pisarka (zm. 2019)
- 16 kwietnia – Peter Ustinov, brytyjski pisarz i aktor (zm. 2004)
- 24 kwietnia – Gabriel Okara(inne języki), nigeryjski poeta i pisarz (zm. 2019)
- 6 maja – Erich Fried, austriacki poeta, tłumacz i eseista (zm. 1988)
- 9 maja – Mona Jane Van Duyn, amerykańska poetka (zm. 2004)
- 12 maja – Farley Mowat, kanadyjski pisarz (zm. 2014)
- 20 maja
  - Wolfgang Borchert, niemiecki pisarz (zm. 1947)
  - Karl Dedecius, niemiecki tłumacz i eseista (zm. 2016)
- 21 maja – Prabhat Ranjan Sarkar, indyjski filozof i poeta (zm. 1990)
- 23 maja – James Blish, amerykański pisarz fantasy i science fiction (zm. 1975)
- 26 maja – Mordecai Roshwald, izraelski i amerykański pisarz i filozof żydowskiego pochodzenia (zm. 2015)
- 2 czerwca – Ferenc Karinthy, węgierski pisarz i reportażysta (zm. 1992)
- 12 czerwca – Hans Carl Artmann, austriacki poeta (zm. 2000)
- 29 czerwca – Vasko Popa, serbski poeta (zm. 1991)
- 1 lipca – Jerzy Stefan Stawiński, polski prozaik (zm. 2010)
- 5 lipca – Nanos Valaoritis(inne języki), grecki pisarz, dramaturg i tłumacz (zm. 2019)
- 19 lipca – Elizabeth Spencer(inne języki), amerykańska pisarka (zm. 2019)
- 23 lipca – Marek Domański, polski prozaik (zm. 2002)
- 4 sierpnia – Danuta Brzosko-Mędryk, polska pisarka (zm. 2015)
- 5 sierpnia – Roman Bratny, polski prozaik, poeta i publicysta (zm. 2017)
- 11 sierpnia – Alex Haley, amerykański pisarz (zm. 1992)
- 13 sierpnia – Imre Sarkadi, węgierski prozaik i dramatopisarz (zm. 1961)
- 14 sierpnia – Julia Hartwig, polska poetka, tłumaczka, eseistka (zm. 2017)
- 15 sierpnia – Richard Gordon, brytyjski lekarz i pisarz (zm. 2017)
- 18 sierpnia – Frédéric Jacques Temple(inne języki), francuski poeta i pisarz (zm. 2020)
- 31 sierpnia – Danuta Mostwin, polska pisarka (zm. 2010)
- 1 września – Willem Frederik Hermans, holenderski pisarz (zm. 1995)
- 6 września – Carmen Laforet, hiszpańska pisarka (zm. 2004)
- 12 września – Stanisław Lem, polski pisarz i filozof (zm. 2006)
- 26 września – Cyprian Ekwensi, nigeryjski prozaik (zm. 2007)
- 3 października – Oldřich Wenzl, czeski poeta (zm. 1969)
- 9 października – Tadeusz Różewicz, polski poeta, dramaturg, prozaik (zm. 2014)
- 10 października
  - James Clavell, amerykański pisarz (zm. 1994)
  - Andrea Zanzotto, włoski poeta (zm. 2011)
- 22 października – Georges Brassens, francuski poeta (zm. 1981)
- 30 października – Wacław Bojarski, polski poeta czasu II wojny światowej, należący do pokolenia Kolumbów (zm. 1943)
- 1 listopada
  - Ilse Aichinger, austriacka poetka i prozatorka (zm. 2016)
  - Ida Fink, polsko-izraelska pisarka (zm. 2011)
- 6 listopada – James Jones, amerykański pisarz (zm. 1977)
- 18 listopada – Czabua Amiredżibi, gruziński prozaik (zm. 2013)
- 25 listopada – János Pilinszky, węgierski poeta (zm. 1981)
- 26 listopada – František Listopad, czeski poeta, prozaik i tłumacz (zm. 2017)
- 29 listopada
  - France Balantič, słoweński poeta (zm. 1943)
  - Christine de Rivoyre(inne języki), francuska pisarka (zm. 2019)
- 10 grudnia – Christine Brückner, niemiecka pisarka (zm. 1996)
- 15 grudnia – Tymoteusz Karpowicz, polski poeta, prozaik, dramaturg i tłumacz (zm. 2005)
- 17 grudnia – Anne Golon, francuska pisarka (zm. 2017)
- 21 grudnia – Augusto Monterroso, gwatemalski pisarz (zm. 2003)
- Danuta Antonina Brodowska, polska poetka i tłumaczka (zm. 2015)

## Zmarli
- 4 lutego – Carl Hauptmann, niemiecki pisarz (ur. 1858)
- 24 lutego – John Habberton, amerykański pisarz i krytyk literacki (ur. 1842)
- 22 marca – Ernest William Hornung, angielski prozaik i poeta (ur. 1866)
- 19 kwietnia – Tadeusz Rittner, polski dramaturg, prozaik, krytyk teatralny (ur. 1873)
- 25 kwietnia – Emmeline B. Wells, amerykańska dziennikarka, edytorka, pisarka i poetka (ur. 1828)
- 10 maja – Zofia Rogoszówna, polska pisarka dla dzieci, tłumaczka i poetka (ur. 1881 lub 1882)
- 12 maja – Emilia Pardo Bazán, hiszpańska pisarka, feministka i arystokratka (ur. 1851)
- 13 maja – Jean Aicard, francuski poeta, pisarz i dramaturg (ur. 1848)
- 3 sierpnia – Nikołaj Gumilow, rosyjski poeta (ur. 1886)
- 7 sierpnia – Aleksandr Błok, rosyjski poeta symbolista, dramaturg (ur. 1880)
- 8 sierpnia
  - Juhani Aho, fiński pisarz (ur. 1861)
  - Jeanie Gould, amerykańska autorka literatury kobiecej (ur. 1846)
- 26 sierpnia – Ludwig Thoma, niemiecki pisarz, wydawca i redaktor (ur. 1867)
- 2 września – Henry Austin Dobson, angielski poeta (ur. 1840)
- 12 września – Subramania Bharati, indyjski poeta tamilski (ur. 1882)
- 22 września – Iwan Wazow, bułgarski pisarz, poeta, dramaturg, historyk i polityk (ur. 1850)
- 28 września – Oskar Panizza, niemiecki pisarz awangardowy, wydawca i redaktor (ur. 1853)
- 1 października – Lillian Rozell Messenger, amerykańska poetka (ur. 1844)
- 8 listopada – Pavol Országh Hviezdoslav, słowacki poeta, dramatopisarz, tłumacz (ur. 1849)
- 17 grudnia – Gabriela Zapolska, polska pisarka (ur. 1857)
- 25 grudnia – Władimir Korolenko, rosyjski pisarz ukraińsko-polskiego pochodzenia (ur. 1853)

## Nagrody
- Nagroda Nobla – Anatole France
- Nagroda Pulitzera – Edith Wharton (za "Wiek niewinności")